# Lardonnier (métier)
Pour les articles homonymes, voir Lardonnier.
Le lardonnier est un préparateur de lardons. Il découpe le lard de porc en fins morceaux composés de viande et de gras.
Le terme de lardonnier est mentionné dès le XVe siècle parmi les assistants du maître-queux. Une liste de domestiques dressée en 1428 montre ainsi l'existence d'un lardonnier parmi le personnel de cuisine du duc Amédée VIII de Savoie.
De nos jours, l'activité ne s'observe plus que dans quelques régions françaises, notamment dans l'Est. Le lardonnier accompagne parfois le charcutier, plus rarement le boucher même si ces deux métiers le remplacent très souvent.